# インターコンチネンタルホテル大阪
インターコンチネンタルホテル大阪（インターコンチネンタルホテルおおさか、英: InterContinental Osaka）は、大阪市北区の梅田にある高級ホテルである。複合施設「グランフロント大阪」の北館に入居している。

## 概要
インターコンチネンタルホテルズグループによる「インターコンチネンタル」ブランドのホテルの1つであり、関西初進出として2013年（平成25年）6月5日に開業した。
通常の客室215室の他、「サービスレジデンス」と呼ばれる長期滞在者にも対応したキッチン付きサービスアパートメントを57室設置する。標準的な客室の広さは約50m2と大阪地区のホテルや日本のインターコンチネンタルホテルズ＆リゾーツでは最大級の広さ。サービスレジデンスではベッドルームの数によって3タイプのレジデンスが用意される。
ホテル施設はグランフロント大阪北館タワーCの21階から32階の高層階（客室）と、20階のロビー・レストラン、1階から4階の低層階（ウェディングチャペル、レストラン、会議室、スパなど）に分かれており、スパ施設「MEGURI SPA & WELLNESS」や、日本初上陸のフラワーショップ「Rosebud Fleuristes」などが入居している。

## 施設
- 29F - 32F サービスレジデンス（57室）
- 21F - 28F 客室（215部屋）[1]
  - 28F クラブインターコンチネンタルフロア(28Fにクラブラウンジ)
- 20F ロビー/Pierre(フレンチレストラン)/3-60(ラウンジ＆バー)/NOKA Roast & Grill(オールデイダイニング)/adee(バー)
- 4F MEGURI SPA & WELLNESS/Fitness/温浴施設
- 3F チャペル/会議室
- 2F 宴会場
- 1F STRESSED(パティスリー)/エントランス/Rosebud Fleuristes(フラワーショップ)
- B1 駐車場